# Пропантелин бромид
Пропантели́н броми́д (англ. Propantheline bromide) — антихолинергическое средство, диизопропилметил [(ксантен-9-карбонилокси)этил]аммония бромид.

## Синонимы
Про-бантин, Aclobrom, Bropantil, Ketaman, Lenigastril, Mephatelin, Neo-Gastrosedan, Pantheline, Pro-Banthine, Pro-Gastron, Propantel, Spastil, Suprantil и др.

## Общая информация
Является четвертичным аммониевым соединением, близким по структуре и действию к метацину и хлорозилу. Оказывает периферическое холинолитическое и спазмолитическое действие.
Применяют при функциональных желудочно-кишечных расстройствах, язвенной болезни желудка и двенадцатиперстной кишки, спазмах мочеточника и мочевого пузыря и т. п.
Назначают внутрь по 1—2 таблетки (15—30 мг) 2—3 раза в день.

## Противопоказания
Возможные побочные явления и противопоказания такие же, как для метацина и Хлорозила: препарат противопоказан при глаукоме (особенно при закрытоугольной форме) и гипертрофии предстательной железы.

## Форма выпуска
- таблетки по 0,015 г (15 мг) в стеклянных пробирках по 20 шт.